# Leiocephalus eremitus
Espèce
Synonymes
- Liocephalus eremitus Cope, 1868

Statut de conservation UICN

 EX  : Éteint
Leiocephalus eremitus est une espèce éteinte de sauriens de la famille des Leiocephalidae.

## Répartition
Cette espèce était endémique de l'île de la Navasse aux États-Unis.

## Publication originale
- Cope, 1868 : An examination of the Reptilia and Batrachia obtained by the Orton Expedition to Equador and the Upper Amazon, with notes on other species. Proceedings of the Academy of Natural Sciences of Philadelphia, vol. 20, p. 96-140 (texte intégral).